# Necromys lasiurus
Necromys lasiurus је врста глодара из породице хрчкова (лат. Cricetidae). 

## Распрострањење
Ареал врсте покрива средњи број држава. Врста има станиште у Бразилу, Аргентини, Перуу, Боливији и Парагвају.

## Станиште
Станишта врсте су шуме и травна вегетација. 

## Начин живота
Исхрана врсте Necromys lasiurus укључује инсекте и воће.

## Угроженост
Ова врста је наведена као последња брига, јер има широко распрострањење и честа је врста.